# Christiane Frantz
Christiane Frantz (* September 1970 in Stolberg (Rhld.) in der Städteregion Aachen) ist eine deutsche Sozialwissenschaftlerin.
Nach ihrem Abitur 1990 am Goethe-Gymnasium in Stolberg studierte sie Politikwissenschaft, Kommunikationswissenschaften und Wirtschaftspolitik an der Westfälischen Wilhelms-Universität (WWU) in Münster. Hier erlangte sie im Jahr 1996 den Abschluss Magister Artium (MA). Drei Jahre später wurde sie zum Dr. phil promoviert.
Von Oktober 1996 bis April 1999 war sie zunächst wissenschaftliche Mitarbeiterin am Institut für Politikwissenschaft (ifpol) in Münster. Ab Mai 1999 bis Oktober 2004 arbeitete sie als wissenschaftliche Assistentin. Im Juni 2004 habilitierte Christiane Frantz und war bis 2006 Hochschuldozentin am ifpol. Zwischen 2006 und 2010 war sie Sprecherin des DFG-Graduiertenkollegs „Zivilgesellschaftliche Verständigungsprozesse vom 19. Jahrhundert bis zur Gegenwart - Deutschland und die Niederlande im Vergleich“ und Gleichstellungsbeauftragte der WWU Münster.
Seit April 2011 ist sie außerplanmäßige Professorin am ifpol.

## Publikationen (Auswahl)
(Bücher erschienen im VS Verlag für Sozialwissenschaften)
- Nichtregierungsorganisationen (NGOs), ISBN 978-3-531-15191-5
- Karriere in NGOs – Politik als Beruf jenseits der Parteien, ISBN 978-3-531-14588-4
- Zivilgesellschaft international Alte und neue NGOs ISBN 978-3-8100-3009-2